# 為所欲為 (女神卡卡歌曲)
《Do What U Want》是美国女歌手Lady Gaga收录于第三张专辑《ARTPOP》中的第二支主打单曲。由Lady Gaga和DJ White Shadow，R. Kelly，Martin Bresso和William Grigahcine合写，这首曲目最初在2013年10月21日作为《ARTPOP》中第一支宣传单曲在amazon.com上以数位形式发行，并在iTunes上提供下载。后由于商业成功而转为《ARTPOP》的第二支主打单曲。
在音乐风格上《Do What U Want》属于合成器流行乐和节奏布鲁斯歌曲。歌词内容直白地向诋毁者传达了无论他人如何评价其体形或如何蹂躏其肉体，她都有着自己的想法、梦想和感受。
这首歌曲受到了好评。乐评人赞扬歌曲的简洁和受80年代启发的制作方式及其宣传手段。其声音表现被认为与蒂娜·特纳和克里斯蒂娜·阿奎莱拉相似。
按照英国单曲榜的规定，直到所属专辑《ARTPOP》结束宣传而发行《Do What U Want》不能入榜。

## 唱片封面
歌曲的单曲封面由Terry Richardson拍摄，着重于Gaga的假发和臀部。

## 榜单表现
歌曲发布后在5小时内遍迅速登上美国iTunes下载榜第一名，共在83国iTunes榜上登顶。
該單曲在美國的Billboard Hot 100最高排名為13，在榜共計19周，隨後於2015年5月29日獲RIAA認證為白金單曲。

## 音乐录影带
MV导演为摄影师Terry Richardson，场景设在医院。2013年11月26日，Gaga唱片公司Interscope于11月26日在Twitter上宣布MV将通过文件分享服务BitTorrent和VICE发行。之前以此种方式发行影片的是麦当娜的影片Art for Freedom's secretprojectrevolution。由于经济人调换等诸多原因，音乐录影带迟迟未能发行，引起了部分粉丝不满情绪。

## 现场表演
- Gaga在第10季英国X音素（英语：The X Factor (UK series 10)）上表演《Do What U Want》和《Venus》。这次演出被一些观众评论为“有伤风化”[1]
- 2013年11月8日，在英國“The Graham Norton Show" 表演 《Do What U Want》
- 2013年11月16日，在美國“Saturday Night Live（周六夜现场）” 喜劇節目中，Gaga擔任了節目主持而且首次與R. Kelly同台表演《Do What U Want》
- 2013年11月24日，在洛杉磯举办的“2013年全美音乐奖”，Gaga 與 R. Kelly 表演了《Do What U Want》。表演中，Gaga化身以瑪麗蓮·夢露為靈感的一位白宮秘書，與飾演總統的R. Kelly以歌舞調情，但最後被公眾發現，於是“Kelly 總統” 就拋棄了Gaga。Gaga 最後一段以鋼琴清唱一段唯美版的《Do What U Want》，舞台大螢幕上播放著Gaga在4歲時，一端彈鋼琴的片段，旁邊還打出以前新聞上彈劾Gaga的報道。Gaga 以這次表演來喚醒大家，她是一個表演者，你無論如何踩她，判斷她，罵她。她由始至終都像4歲的Gaga一樣為了表演和音樂而活。